# آسمان بالای سر و لجن زیر پا
آسمان بالای سر و لجن زیر پا (فرانسوی: Le Ciel et la boue‎) فیلمی در ژانر مستند است که در سال ۱۹۶۱ منتشر شد.